# Potenziale di elettrodo
In elettrochimica, il potenziale di elettrodo, in accordo con la definizione IUPAC, corrisponde alla forza elettromotrice fornita da una cella galvanica costituita da un elettrodo standard a idrogeno e dall'elettrodo di cui si vuole misurare il potenziale di elettrodo.

## Descrizione
Siccome il potenziale dell'elettrodo standard a idrogeno è assunto pari a 0 per convenzione, si ha che il potenziale di elettrodo è pari al potenziale della cella galvanica anzidetta. In questo modo, misurando il potenziale della cella galvanica anzidetta è possibile ricavare indirettamente il potenziale di elettrodo, il quale non può invece essere misurato direttamente, in quanto per utilizzare un voltmetro per misurare direttamente il potenziale di elettrodo bisognerebbe collegare un morsetto del voltmetro al conduttore di prima specie (in genere un metallo) e l'altro morsetto al conduttore di seconda specie (in genere una soluzione elettrolitica), ma il collegamento tra il morsetto metallico e il conduttore di seconda specie genererebbe una nuova interfaccia metallo-elettrolita, per cui il potenziale misurato non sarebbe riferito alla singola semicella, bensì dall'insieme della semicella e dei morsetti metallici, che costituirebbe una cella con un potenziale differente dal potenziale di semicella.
Per effettuare una misura di differenza di potenziale sono quindi necessari due elettrodi (o "semicelle"), mentre il potenziale di elettrodo si riferisce solo a un elettrodo (o "semicella") e non è misurabile direttamente. Secondo le indicazioni del Sistema internazionale di unità di misura, il potenziale di elettrodo si misura in volt.

### Misurazione

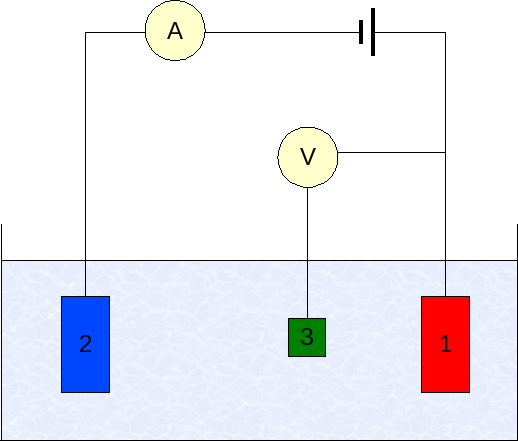
Apparato per la misurazione del potenziale di elettrodo:
1) elettrodo di lavoro
2) elettrodo ausiliario
3) elettrodo di riferimento.

La misurazione del potenziale di elettrodo viene in genere condotta attraverso un apparato costituito da 3 elettrodi:
- elettrodo di lavoro
- elettrodo ausiliario
- elettrodo di riferimento (ad esempio elettrodo standard a idrogeno).

Il potenziale di elettrodo viene misurato da un voltmetro in cui il terminale positivo è collegato all'elettrodo di lavoro e il terminale negativo è collegato all'elettrodo di riferimento.
Nella semicella associata all'elettrodo di lavoro si svolge la reazione sotto studio; la semicella di riferimento serve invece solo ai fini della misurazione del potenziale.